# Betty Astor
Betty Astor (* 21. April 1902 in Landau in der Pfalz; † 14. November 1972 in Berlin, eigentlich Berta Baesel) war eine deutsche Filmschauspielerin. Zu Beginn ihrer Karriere nannte sie sich noch Berti Byllardo.

## Leben
Betty Astor gab 1925 unter dem Pseudonym „Berti Byllardo“ in dem von Richard Oswald inszenierten Film Halbseide ihr Filmdebüt. In ihrem nächsten Film Vorderhaus und Hinterhaus, bei dem Oswald ebenfalls Regie führte, hatte sie bereits den Künstlernamen „Betty Astor“ angenommen. Anfangs vorwiegend als Nebendarstellerin eingesetzt, übernahm sie ab 1928 mehrfach auch Hauptrollen. Nach mehr als 20 Stummfilmen und nur wenigen Tonfilmen zog sich die zierliche Blondine 1933 vom Filmgeschäft zurück. In dem Kurzfilm Das Gesicht der Straße war sie letztmals auf der Leinwand zu sehen.

## Filmographie
- 1925: Halbseide
- 1925: Vorderhaus und Hinterhaus
- 1926: Wie bleibe ich jung und schön - Ehegeheimnisse
- 1926: Dürfen wir schweigen?
- 1926: Herbstmanöver
- 1927: Gehetzte Frauen
- 1927: Die Dollarprinzessin und ihre sechs Freier
- 1927: Dr. Bessels Verwandlung
- 1927: Zwei unterm Himmelszelt
- 1928: Es steht ein Wirtshaus an der Lahn
- 1928: Liebe im Mai
- 1928: Leontines Ehemänner
- 1928: Wer das Scheiden hat erfunden
- 1928: Die Rothausgasse
- 1928: Die Carmen von St. Pauli
- 1928: Unfug der Liebe
- 1928: Ist Eddy Polo schuldig?
- 1928: Hurrah! Ich lebe!
- 1929: Das Geständnis der Drei
- 1929: Einmal um Mitternacht
- 1929: Die Garde-Diva
- 1929: Rosen blühen auf dem Heidegrab
- 1930: Masken
- 1930: O alte Burschenherrlichkeit
- 1930: Gigolo
- 1931: Schützenfest in Schilda
- 1933: Das Gesicht der Straße